# Крафт (лунный кратер)
Кратер Крафт (лат. Krafft) — крупный ударный кратер в западной части Океана Бурь на видимой стороне Луны. Название присвоено в честь российского астронома и физика Логина Юрьевича (Вольфганга Людвига) Крафта (1743 — 1814) и утверждено Международным астрономическим союзом в 1935 г. Образование кратера относится к позднеимбрийскому периоду. 

## Описание кратера

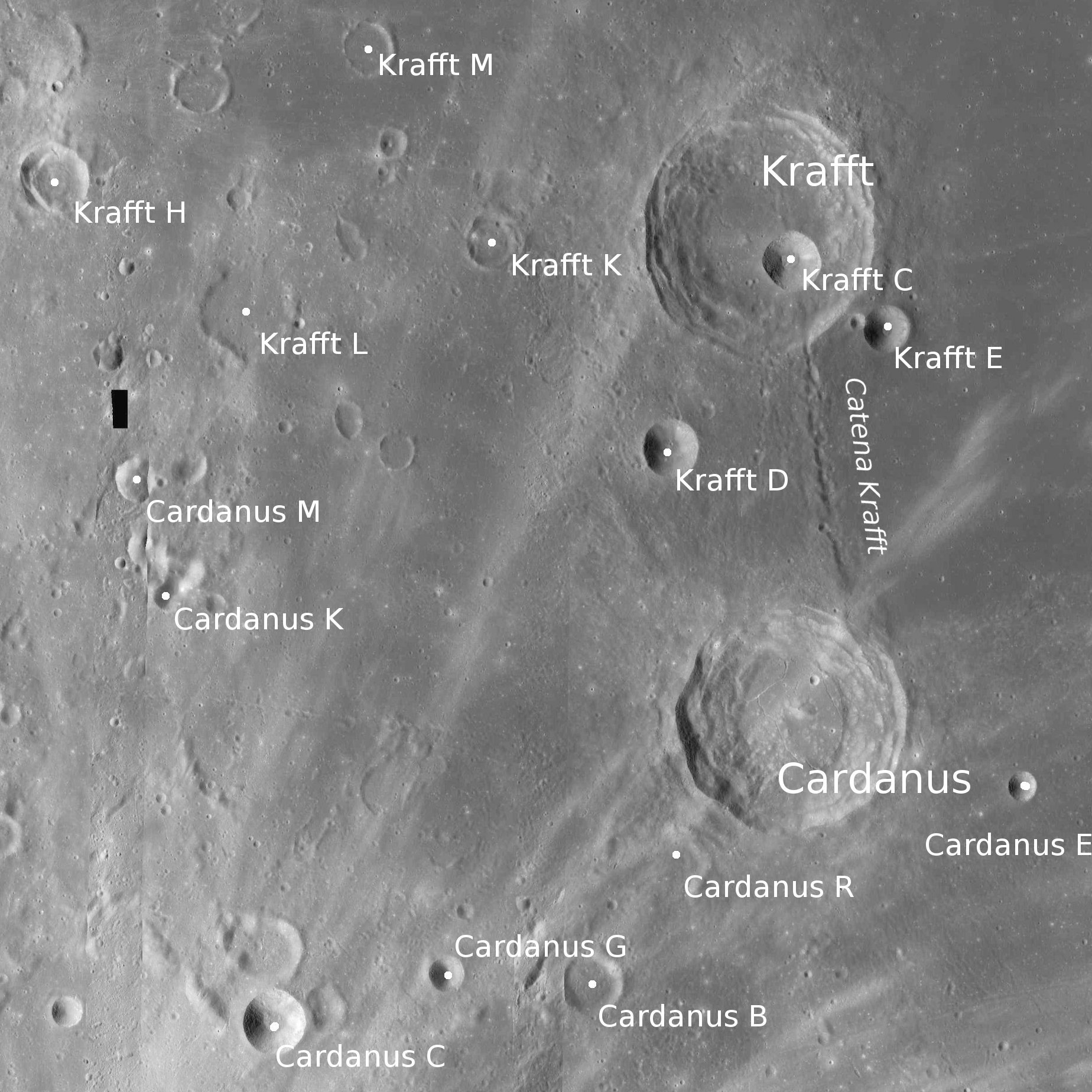
Окрестности кратера Крафт. Снимок зонда Lunar Reconnaissance Orbiter.

Ближайшими соседями кратера Крафт являются кратер Струве на северо-западе; кратер Эддингтон на севере; кратер Селевк на северо-востоке и кратер Кардан на юге. От северной части чаши кратера Крафт в южном направлении отходит цепочка кратеров Крафта. Селенографические координаты центра кратера 16°34′ с. ш. 72°43′ з. д. / 16,56° с. ш. 72,72° з. д., диаметр 51,2 км, глубина 3,5 км.
Кратер Крафт имеет полигональную форму. Вал немного сглажен, но в целом сохранил достаточно четкие очертания, на внутреннем склоне просматриваются остатки террасовидной структуры, северо-восточная часть вала рассечена ущельем повторяющим изгиб вала. Высота вала над окружающей местностью достигает 1130 м, объем кратера составляет приблизительно 2100 км³.  Дно чаши сравнительно ровное, юго-восточная часть чаши занята приметным сателлитным кратером Крафт C, западная часть чаши пересечена светлым лучом от кратера Глушко. Имеется небольшой центральный пик.

## Сателлитные кратеры
| Крафт | Координаты                                            | Диаметр, км |
| ----- | ----------------------------------------------------- | ----------- |
| C     | 16°22′ с. ш. 72°29′ з. д. / 16,37° с. ш. 72,49° з. д. | 12,5        |
| D     | 15°07′ с. ш. 73°23′ з. д. / 15,11° с. ш. 73,38° з. д. | 12,2        |
| E     | 15°55′ с. ш. 71°48′ з. д. / 15,91° с. ш. 71,8° з. д.  | 9,6         |
| H     | 16°55′ с. ш. 77°55′ з. д. / 16,92° с. ш. 77,91° з. д. | 14,8        |
| K     | 16°30′ с. ш. 74°41′ з. д. / 16,5° с. ш. 74,68° з. д.  | 12,1        |
| L     | 16°01′ с. ш. 76°31′ з. д. / 16,02° с. ш. 76,51° з. д. | 19,8        |
| M     | 17°47′ с. ш. 75°37′ з. д. / 17,79° с. ш. 75,61° з. д. | 10,8        |
| U     | 17°14′ с. ш. 64°46′ з. д. / 17,23° с. ш. 64,76° з. д. | 3,1         |

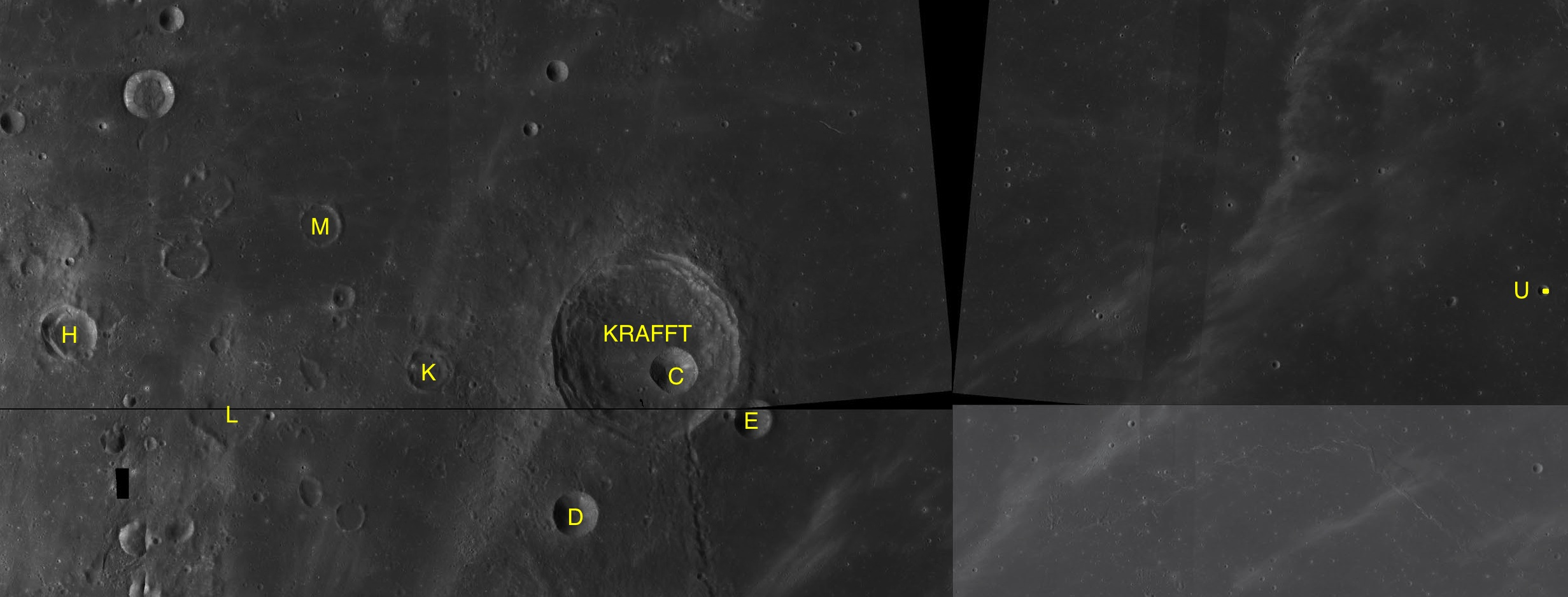
Фрагменты карт LAC-37, LAC-38, LAC-55, LAC-56.

- Сателлитные кратеры Крафт H и Крафт K имеют двойные участки вала.

## Галерея

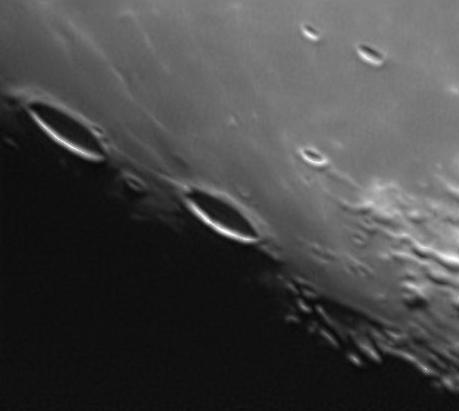
Кратеры Крафт (слева) и Кардан (справа). Снимок Бернда Геркена.

## См.также
- Список кратеров на Луне
- Лунный кратер
- Морфологический каталог кратеров Луны
- Планетная номенклатура
- Селенография
- Минералогия Луны
- Геология Луны
- Поздняя тяжёлая бомбардировка